# 穆罕默德·阿里·塞内丁
穆罕默德·阿里·塞内丁（阿拉伯语：محمدعليزينالدين，西班牙语：Mohamed Alí Seineldín）（1933年11月12日—2009年9月2日）是阿根廷陆军上校，参加了1988年和1990年反对劳尔·阿方辛总统和卡洛斯·梅内姆总统的民选政府的两次失败起义。 

## 早年生活
塞内丁出生在乌拉圭河畔康塞普西翁的一个黎巴嫩裔家庭，后来他在康科迪亚生活。他在青年时期从德鲁兹教改信罗马天主教，此后一生都是虔诚的罗马天主教徒，在一次关于他在军事生涯中的目标的采访中，塞内丁说："Luchamos por el mismo objetivo, que es la nacionalidad y la fe cristiana"，翻译过来就是："我们为同一个目标而战，那就是民族和基督教信仰。"

## 军旅生涯
1957年，他以步兵武器少尉的军衔毕业于国家军事学院。后来，他在该校的研究所和“卡布拉尔中士”士官学校服役，后者是阿根廷陆军军官和士官的培训院校。
在1960年代和1970年代，他担任突击队员，在1968年被任命为伞兵队长，1975年被任命为特种作战部队课程负责人，在Domingo Bussi的命令下被指派到图库曼省参与“独立行动”（Operativo Independencia），主要是1976年3月24日政变前后的部分，但他并未被指控在此期间犯下反人类罪。1975年，他参与了推翻总统伊莎贝尔·庇隆政府的政变。

## 在独裁统治时期
1976年3月24日的政变开始了名为“国家重组进程”（1976-1983年）的独裁统治时期。此时，塞内丁因反对独裁统治而被认为是“不可信任的人”。
1978年阿根廷世界杯期间，他受命组织第一支突击队，即名为“Halcón 8”的特种作战部队，是为601突击连的前身。1978 年，由于“比格尔冲突”（Conflicto del Beagle）爆发，他指挥了两个名为Halcón I和Halcón II的突击队前往门多萨，以应对与智利可能发生的战争。
1983年12月阿根廷民主化后，塞内丁因参与1978年11月27日的一起绑架行动的嫌疑而受到调查，他的队伍被指控在Migueletes科技园区绑架了科学家Alfredo Antonio Giorgi，后者被认为失踪，但实际上被关押在“El Olimpo”拘留营，但塞内丁从未被起诉。
1981年，他被任命为丘布特省的Colonia Sarmiento第25机械化步兵团团长。他指挥该团参加了马岛战争。

## 马岛战争
1982年4月2日，塞内丁和他的部队参加了由他亲自命名的罗萨里奥作战（Operación Virgen del Rosario），并暂时收复了马尔维纳斯群岛。1982年5月1日，塞内丁负责指挥保卫机场的行动，使机场一直能运行到战争结束。1984年，他与参与马岛战争的其他退伍军人一起被国会授予勋章（第23118号法律）。

## “涂面人”事件
塞内丁是一名热心的阿根廷民族主义者，因此他成为阿根廷军队中涂面人团体的最重要成员之一。涂面人要求阿根廷政府停止对被指控在1976年至1983年阿根廷军事独裁期间发生的肮脏战争中侵犯人权的军官的法律程序。这些低级军官被指控犯有广泛的罪行，包括处决游击队的持不同政见者，对游击队战士及其支持者实施酷刑和绑架。 
1987年和1988年，涂面人两度组织反抗劳尔·阿方辛总统的民选政府，但两次起义都很快被镇压。1988年12月，由塞内丁上校领导的信天翁组织成员再次反叛阿方辛政府，并占领了维拉马尔特利的军营，然而叛变者最终投降并导致塞内丁也被逮捕。 
塞内丁从1990年12月3日开始领导了反对卡洛斯·梅内姆政府的第二次起义但没有成功。这次失败的起义导致14人死亡，包括5名平民。塞内尔丁因其在1990年兵变中的角色而被判处终身监禁。但是，他于2003年被爱德华多·杜阿尔德总统赦免。在审判期间，他承认了自己的罪行，但谴责梅内姆政府通过战略服务的私有化和暂停科学和军事项目而在拉丁美洲为美帝国主义服务。

## 死亡
穆罕默德·阿里·塞内丁因心脏病发作于 2009 年 9 月 2 日在布宜诺斯艾利斯的一家医院去世。